# Esténos
 Esténos  là một xã thuộc tỉnh Haute-Garonne trong vùng Occitanie ở tây nam nước Pháp. Xã nằm ở khu vực có độ cao từ 466-1467 mét trên mực nước biển.